# (38550) 1999 VS53
1999 VS53 (asteroide 38550) é um asteroide da cintura principal. Possui uma excentricidade de 0.11430090 e uma inclinação de 16.95816º.
Este asteroide foi descoberto no dia 4 de novembro de 1999 por LINEAR em Socorro.